# San Gregorio Nazianzeno
San Gregorio Nazianzeno är en kyrkobyggnad i Rom, helgad åt den helige Gregorios av Nazianzos (329–390), ärkebiskop av Konstantinopel och kyrkolärare. Kyrkan är belägen vid Vicolo Valdina i Rione Campo Marzio och tillhör församlingen San Lorenzo in Lucina.

## Kyrkans historia
På denna plats uppfördes en litet oratorium på 700-talet; det omnämns i en biografi över påve Leo III år 806. Detta oratorium byggdes om under 1000-talet. Kyrkans freskcykler härstammar från 1000- och 1100-talet. Den romanska kampanilen från 1100-talet har fem våningar.
Enligt traditionen begravdes den helige Gregorios kvarlevor i kyrkan år 1505, men de överfördes till Peterskyrkan år 1580. Kort efter år 1870 dekonsekrerades kyrkan och nyttjades som arkivlokal av Camera dei Deputati. År 1977 inleddes en tioårig genomgripande restaurering av kyrkan och den nykonsekrerades år 1987 som kapell för Camera dei Deputati.
Kyrkans interiör är enskeppig med tunnvalv och absid. I absidens halvkupol ses en fresk föreställande Kristus Pantokrator flankerad av de heliga Gregorios av Nazianzos och Johannes Chrysostomos. I kyrkorummet finns därtill fresken Tronande Madonna med helgon.
Till höger om kyrkan finns en litet rum, vilket har identifierats som ett Maria-oratorium. I detta oratorium finns fresker som framställer Korsfästelsen, Johannes Döparen samt De heliga Hieronymus och Katarina av Alexandria. I det tidigare klostrets refektorium finns fresker från 1700-talet, vilka visar Sista måltiden och Kristus i Martas och Marias hus.

## Omnämningar i kyrkoförteckningar
| Katalog                   | År         | Benämning              |
| ------------------------- | ---------- | ---------------------- |
| Il Catalogo Parigino      | cirka 1230 | s. Gregorius Nazarenus |
| Il Catalogo del Signorili | cirka 1425 | sci. Gregorii          |